# Ján Mudroch
Ján Mudroch (28. března 1909 Senica-Sotina – 4. února 1968 Bratislava) byl slovenský malíř a pedagog.

## Život
Umění studoval nejprve u Gustáva Mallého v Bratislavě, potom v Praze u Arnošta Hofbauera a v letech 1931–1937 na Akademii výtvarných umění u profesorů Jakuba Obrovského a Williho Nowaka. Tam se spřátelil se spolužáky - vrstevníky, malíři příbuzných názorů, představiteli slovenského sdružení Generácia 1909 (Cyprián Majerník, Ján Želibský, Jakub Bauernfreund, Endre Nemes, Eugen Nevan, Peter Matejka, Dezider Milly, Bedřich Hoffstädter). V Praze také vstoupil do Umělecké besedy.
V roce 1937 se vrátil na Slovensko, nejdříve do Šuran a roku 1938 do Bratislavy. Vyučoval na Škole uměleckých řemesel v Bratislavě až do roku 1941, ale světová válka jeho pedagogickou činnost přerušila. Pokračovat mohl až po válce. Roku 1946 byl jmenován profesorem na Oddělení kreslení a malby Slovenské vysoké školy technické, a později Pedagogické fakulty slovenské Univerzity Komenského. V roce 1950 stál u zrodu Vysoké školy výtvarných umění v Bratislavě, na níž byl jmenován prvním rektorem a profesorem figurální malby. Podílel se také na vzniku Slovenské národní galerie.
Roku 1958 byl jmenován zasloužilým umělcem a roku 1968 in memoriam národním umělcem.

## Tvorba

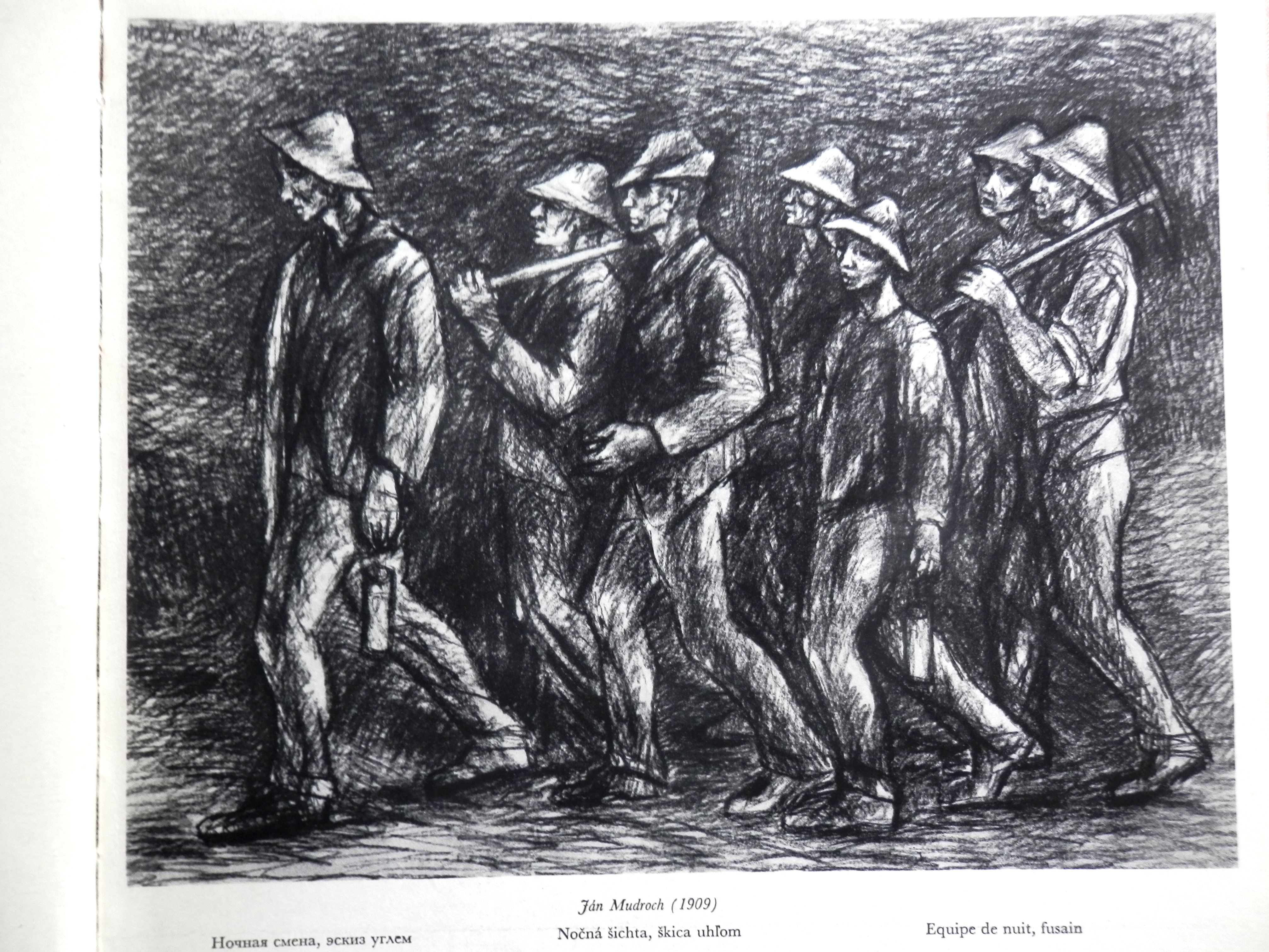
Obraz Nočná šichta od Jána Mudrocha

Jeho umělecké názory se formovaly ve sdružení slovenských v Praze studujících malířů Generácia 1909. Maloval převážně technikou oleje na plátně. Před válkou maloval sociálně angažované a pochmurné obrazy (Zavraždený básnik, Katastrofa), ale i venkovská témata (Kravička). Zejména ve válečných letech se řadil ke slovenské avantgardě, měl blízko k surrealismu, resp. ke slovenskému nadrealismu, který u něj později přerostl v poetický realismus (Matka s dieťaťom na chrbte, Materstvo, Ležiaca dievka), častá jsou jeho zátiší s květinami a figurální kompozice se ženami. V roce 1945 založil Skupinu 29. augusta.

## Sbírky
Je zastoupen ve sbírkách:
- Národní galerie v Praze
- Slovenská národná galéria v Bratislavě
- Východoslovenské múzeum v Košicích